# 安提帕特 (西顿)
西顿的安提帕特（英語：Antipater of Sidon），约活动于公元前2世纪前后。古希腊诗人之一。约有75首警句见于《希腊诗选》，一首草纸本警句，所及诗篇包括罗马摧毁科林斯（公元前146年）以及有关古希腊女诗人萨福生平的记述等内容。